# Moteur BMW N55
Pour les articles homonymes, voir N55.
Le moteur N55 est un moteur thermique automobile à combustion interne, essence quatre temps, turbo-compressé à injection directe avec six cylindres en ligne alésés directement dans le bloc en aluminium, refroidi par eau, doté d'un vilebrequin 7 paliers, avec 2 arbres à cames en tête, 24 soupapes qui est produit depuis 2009, initialement lancé avec la BMW F07 535i Gran Turismo. Le N55 a remplacé le BMW N54 dans la plupart de ses applications. Il est cependant resté dans les chaines de fabrication jusqu'à la sortie du N55HP en 2011 (F20. F21) pour les modèles de l'année suivante..
Ayant la même puissance ainsi que le même couple que le N54, le N55 est 15 % plus économique, rejette moins de CO2, a un meilleur turbo lag et un temps de réponse plus court,..

## Design
Alors que son prédécesseur, le N54, utilisait une configuration basée sur alimentation bi-turbo, le N55 n'est pourvu que d'un seul turbo à double entrée (configuration "twinscroll"),. BMW utilise le terme "TwinPower Turbo" pour décrire autant le bi-turbo que le simple turbo.
Le design du collecteur d'échappement, nommé par BMW Cylinder-bank Comprehensive Manifold (CCM), est conçu pour réduire les fluctuations de pression pour permettre la diminution du lag et de la contre-pression à l'échappement.. Le N55 est également équipé du système Valvetronic, un composant qui n'était pas présent sur le N54.
Le N54 exploite une injection directe avec des injecteurs piezo, aussi utilisés sur les moteurs atmosphériques (BMW N53), alors que le N55 utilise une injection directe à injecteurs Bosch de type solénoïde. Les injecteurs piezo s'étant révélés très chers, BMW a décidé qu'ils n'étaient pas intéressants en Amérique du Nord, comparé à l'Europe où ils fonctionnaient plutôt bien.
Le N55 est disponible couplé à une boite de vitesses automatique ZF à 8 vitesses comme sur la BMW 535i (2011) et la BMW 740i (2013) ainsi qu'avec une boîte manuelle à 6 rapports. [réf. nécessaire]. Le moteur BMW N55 est également disponible sur les 135i et 335i depuis 2011 avec une transmission séquentielle à double-embrayage de 7 rapports (DKG),.

## Modèles
| Moteur | Cylindrée | Puissance                      | Couple                       | Zone rouge   | Année |
| ------ | --------- | ------------------------------ | ---------------------------- | ------------ | ----- |
| N55    | 2 979 cm3 | 225 kW (306 ch) à 5 800 tr/min | 400 N m à 1 200-5 000 tr/min | 7 000 tr/min | 2009  |
| N55HP  | 2 979 cm3 | 235 kW (320 ch) à 5 800 tr/min | 450 N m à 1 200-5 000 tr/min | 7 000 tr/min | 2010  |

### N55 (225 kW)
- 2010-2013 E92 335i Coupé (année 2011)
- 2010-2011 E90 335i Berline (année 2011)[11],[12]
- 2009-2017 F07 535i GT (année 2010)
- 2010-2011 E82 135i
- 2010-2013 E70 X5 xDrive 35i
- 2010-2017 F25 X3 xDrive35i
- 2010-2017 F10 535i (année 2011)[4]
- 2012-2015 BMW F30 335i Berline (année 2012)
- 2012-2014 E71 X6 xDrive 35i (année 2013)

### N55HP (235 kW)
- 2011-2018 f13/F12 640i Coupé, Cabriolet (année 2012)[13]
- 2012-2018 F06 640i Gran Coupé (année 2013).
- 2012-2016 F21 M135i[14],[15]
- 2012-2015 F01 740i/Li Berline (année 2013)
- 2012-actuel US-Spec E87 135is Coupe/Cabriolet (année 2013)[16]